# Porina effilata
Porina effilata är en lavart som beskrevs av Brand & Sérus. Porina effilata ingår i släktet Porina och familjen Porinaceae.   Inga underarter finns listade i Catalogue of Life.